# ТЕС Шукайк I
17°39′44″ пн. ш. 42°3′47″ сх. д. / 17.66222° пн. ш. 42.06306° сх. д.
ТЕС Шукайк I — теплова електростанція на західному узбережжі Саудівської Аравії.
В 1989 році на майданчику станції ввели в експлуатацію 2 парові турбіни потужністю по 54 МВт, при цьому частина виробленої паровими котлами пари спрямовувалась на лінії з опріснення води, які використовували технологію багатостадійного випаровування (Multi Stage Flash) та мали сукупну потужність 106 тис м3 на добу.